# Onthophagus muticifrons
Onthophagus muticifrons là một loài bọ cánh cứng trong họ Bọ hung (Scarabaeidae).